# Garouden
Garouden - Lupi famelici (餓狼伝?, Garōden) è un manga scritto da Baku Yumemakura e disegnato da Jirō Taniguchi, liberamente tratto da un omonimo ciclo di romanzi dello stesso Yumemakura. L'edizione italiana, parte della Jiro Taniguchi Collection presenta una postfazione firmata da Keisuke Itagaki, mangaka di opere sportive sulle arti marziali, autore di una versione alternativa ispirata al medesimo ciclo di Yumemakura e una prefazione di Marco Cecini.

## Trama
Mentre Ryoji sta fuggendo da un gruppo di yakuza cui ha rubato il portafoglio, si scontra accidentalmente con la figura imponente di Bunshichi Tanba. Coinvolto nella rissa anche l'uomo, Ryoji rimane affascinato dall'abilità di Bunchichi nel combattimento; decide così di iniziare a seguirlo, presolo ormai come modello e maestro. Tanba si allena strenuamente e combatte con assiduità, suoi avversari sono karateka e wrestler rinomati. Il giovane, infatti, come un vero vagabondo, pratica il "dojo yaburi": si presenta alle porte di ogni palestra per sfidarne il campione. Suo unico motore è il desiderio personale di migliorare la propria tecnica i combattimento. Ma, quando i due sentono al notiziario l'annuncio dell'imminente rientro in Giappone di Toshio Kajiwara, celebre wrestler, Tanba e Ryoji vanno a Tokyo per incontrarlo. Anni prima, infatti, Bunshichi era stato sconfitto, unica sconfitta nella sua storia, da un allievo di un'associazione sportiva sconosciuta e di recente formazione: Kajiwara. Da allora Tanba non ha mai smesso di migliorare la propria tecnica ed accrescere la propria forma fisica per sconfiggere il rivale.
Entrato però ormai nel circuito dei professionisti, Kajiwara è divenuto una star e come tale non può rischiare nome e titoli, anche a causa degli interessi dell'azienda sportiva. Ma i due guerrieri antagonisti non cedono e, desiderosi di ripetere lo scontro che più li ha impegnati, si rincontrano clandestinamente. Sconfitti i sicari dei clan precedentemente battuti da Bunshichi e messi ko i compagni di Kajiwara giunti su ordine del manager sportivo, i due rivali si riaffrontano.
Lo scontro è di fatto una lotta fra titani di abilità quasi pari, dura a lungo, ma proprio quando Bunschichi è sul punto di spezzare il braccio al wrestler, si ferma terminando così l'incontro. Avendo già iniziato ad avvertire un vuoto dentro di sé, la sua sete di vendetta si era come placata alle parole scambiate poco prima con Kajiwara quando anche l'avversario di sempre gli aveva confidato di aver atteso con trepidazione ma soprattutto con timore un rematch con Tanba.

## Personaggi
Bunshichi Tanba (丹波 文七?, Tanba Bunshichi)
Doppiato da: Tetsu Inada (ONA) (ed. giapponese), Marco Bassetti (ed. italiana)
Il protagonista combatte per dimostrare la sua forza a se stesso. Dopo aver perso un match contro Kajiwara, si rese conto di non essere così forte come percepiva di essere e scomparve per tre anni, durante i quali si allenò intensamente per vendicare la sua perdita e non perdere mai più contro nessuno. Dopo aver vendicato la sua sconfitta da parte di Kajiwara in uno spettacolo della FAW, viene poi avvicinato dal Grande Tatsumi e da Shozan Matsuo che vogliono portarlo ai loro rispettivi lati dopo aver visto il grande potenziale che nasconde come combattente. Più tardi incontra il "falso Bunshichi" Fujimaki Jyuzo che ha sconfitto i combattenti Hokushin per attirarlo fuori a causa della cattiva stampa che ha diffuso usando il nome di Tanba. Dopo aver combattuto fino a fermarsi e aver incontrato due persone del passato di Fujimaki, assiste a Jyohei Tsutsumi che elimina i gangster della Yakuza che lo hanno molestato per strada. Questo fa emergere il desiderio di sfidarlo, che culmina in una lotta organizzata da Tatsumi. Lì, Bunshichi ricorda il suo primo atto di violenza nei confronti di un altro essere umano di anni prima. Il match è stato un incontro "tutto va bene" che è culminato quando Tanba ha sconfitto Jyohei per KO. Dopo il torneo di Hokushinkai, è partito per sfidare vari maestri in combattimenti di strada senza regole. Attualmente sta combattendo contro Teruo Kitaoka, che si sta ancora riprendendo dalle ferite subite durante il torneo.
Juzo Fujimaki (藤巻 十三?, Fujimaki Jūzō)
Doppiato da: Ryōta Takeuchi (ONA) (ed. giapponese), Alessandro Quarta (ed. italiana)
Appare come una figura misteriosa che indossa un berretto da baseball e una tuta da ginnastica, come praticante di "Takemiya Ryuu" (un ibrido di Aikido, jiu jitsu e karate). È in fuga dalle autorità per aver ucciso un uomo che ha violentato la donna che amava, Saeko. Inizia a usare il nome "Bunshichi Tanba" per sconfiggere vari combattenti Hokushin al fine di estrarre il vero Bunshichi. Alla fine si incontrano in un parco giochi, riconoscendo lo spirito combattivo l'uno dell'altro, e iniziano a litigare. Dopo aver implementato varie tecniche di colpo e sottomissione, il combattimento termina in pareggio a causa dell'apparizione a sorpresa di Saeko e dell'uomo che desidera distruggere, Tsutomu Himekawa, l'amante di Saeko. Invitato da lui a partecipare al torneo di Matsuo, gli tende un'imboscata in un cimitero dove rivela di non poter entrare a causa del suo status di ricercato, in seguito sfida Matsuo, finendo colpito da lui e incontra Nagata Hiroshi dove gli propone di allenarlo per il torneo imminente. Lo si vede tra la folla indossare un travestimento mentre guarda Nagata combattere alla competizione dove si rivela dopo un momento di disagio che lo sorprende. Dopo che Himekawa ha sconfitto Nagata in finale (subendo una frattura al braccio nel processo), Fujimaki lo affronta per un altro incontro, rompendosi intenzionalmente il braccio per l'uguaglianza. Viene nuovamente sconfitto da Himekawa, ma non prima di aver causato a Himekawa di mordersi la lingua per sopravvivere al "Jikaburi", un lancio ad alta velocità che lo ha piantato esattamente sulla sua testa. Era sull'orlo della vittoria, ma in un momento di scioccante stupidità decise di tentare un calcio volante, che Himekawa reagì schivando e sbattendo la testa a terra, mettendolo fuori combattimento e strappando la sconfitta dalle fauci della vittoria.
Shozan Matsuo (松尾 象山?, Matsuo Shōzan)
Doppiato da: Rintarō Nishi (ONA) (ed. giapponese), Stefano Alessandroni (ed. italiana)
Fondatore della Scuola Hokushin. Uno dei personaggi più forti della serie, che nemmeno Tanba Bunshichi e Fujimaki Jyuzo sono riusciti a sconfiggerlo. Un maestro di karate che desidera misurare la sua forza. Si definisce "Il più forte di tutti". Desideroso di combattere avversari forti, organizza un torneo con Tatsumi dando al vincitore la possibilità di sfidarlo. Himekawa vince il torneo, tuttavia le sue ferite non gli permetteranno di combattere Shozan. Matsuo sfrutta questa opportunità per mostrare le sue abilità contro 2 uomini in un'esibizione, un esecutore della Yakuza e un ufficiale della squadra SWAT armato di scudo antisommossa "Duralium" e mazza da biliardo, sconfiggendoli entrambi facilmente. Basato sulla vita reale del combattente di karate Kyokushinkai Mas Oyama, fondatore del karate Kyokushinkaikan.
Jyohei Tsutsumi (堤城平?, Tsutsumi Jōhei)
Studente della scuola Hokushin. Fattorino di giorno, è un feroce combattente che ha intimorito Bunshichi con le sue abilità di combattimento. Nutrendo il desiderio di combatterlo e con l'approvazione di Matsuo Shozan, Tatsumi organizza un combattimento con Tanba che si conclude con lui che sconfigge Jyohei per KO. Tsutsumi riceve la visita di Tanba in ospedale mentre si sta riprendendo, dimostrando che i due sono diventati amici.
Hiroshi Nagata (長田 弘?, Nagata Hiroshi)
Wrestler professionista e star della FAW. Annuncia alla stampa la sua intenzione di combattere nel torneo nonostante una certa resistenza da parte del capo allenatore. Per prepararsi, sfida la scuola Hokushin combattendo molti dei loro combattenti, conquistando il rispetto di Matsuo Shozan. Ha un incontro di sparring con Tsutsumi prima del suo match con Bunshichi e in seguito viene avvicinato da Fujimaki che lo aiuta ad allenarsi per il prossimo torneo. Viene aiutato anche da Kajiwara che facendogli da allenatore/cornerman durante la competizione, raggiunge la finale dove il suo avversario finale è Himekawa. Durante un'estenuante battaglia avanti e indietro, Nagata ha messo a segno il Ko-ou (un lancio combinato che consiste in una ginocchiata volante al mento che si trasforma in una ginocchiata alla parte posteriore del cranio con un braccio bloccato), lussando la spalla di Himekawa e fino a quel punto del manga era stato un sicuro KO. Tuttavia, questa volta non era destino, poiché Himekawa si riprese all'istante e, mentre Nagata stava festeggiando, si voltò solo per essere accolto da un calcio di Himekawa al mento, che lo mise fuori combattimento.
Teruo Kataoka (片岡 輝夫?, Kataoka Teruo)
Un maestro del karate "Shisei kan", uno stile rozzo e doloroso che si basa sull'infliggere danni al proprio corpo per renderlo più duro, grazie a questo doloroso allenamento, ha modellato il suo corpo in un'arma solida in grado di frantumare blocchi di cemento e piegare il metallo, distrugge i suoi avversari nei tornei ma non è mai entrato nel "mondo dei combattimenti di strada". Nel torneo, viene eliminato da Hikoichi Kurama per mezzo di un suplex. Attualmente sta combattendo contro Tanba in un combattimento di strada senza regole.
Makoto Tatsumi (巽 真?, Tatsumi Makoto) /  Grande Tatsumi (グレート巽?, Gurēto Tatsumi)
Originario del Brasile, quest'uomo, metà brasiliano e metà giapponese, era il figlio adottivo di un lottatore crudele che si divertiva a torturarlo. In seguito ha affrontato l'uomo nel bagno di un ristorante e lo ha castrato a mani nude, prima di lasciare l'uomo a commettere seppuku. Divenne un wrestler professionista e presto si annoiò con la teatralità e la falsità del wrestling professionistico e si addentrò nel "palcoscenico underground" negli Stati Uniti, dove gli esseri umani erano trattati come combattenti di galli. Ha incontrato Crybaby Sakura e dopo una serie di incontri, ha guadagnato un'enorme somma di denaro e ha iniziato sotto la sua compagnia "Toyo Puroresu" la Federazione di Wrestling Amatoriale (FAW) attualmente ha sfidato Matsuo Shozan in una grande battaglia leggendaria "cinque contro cinque". È basato sulla leggenda del wrestling professionistico Antonio Inoki.
Crybaby Sakura (サクラ?, Kuraibeibī Sakura)
Una figura del passato del Grande Tatsumi, Crybaby Sakura era il capo del ring di arti marziali miste senza esclusione di colpi in cui Tatsumi combatteva come parte della sua ricerca per diventare un grande combattente. Quando Tatsumi ha sconfitto tutti gli avversari che gli si paravano davanti, Sakura ha deciso di tornare sul ring. Un uomo colossale, alto un metro e ottanta, Sakura era un avversario terrificante e bizzarro. Era stato accecato all'età di quindici anni da sua madre, che gli aveva cavato gli occhi in un impeto di rabbia dopo che un uomo ricco che lei aveva corteggiato l'aveva lasciata. Vivendo nel maniero che l'uomo aveva regalato loro, Sakura scoprì che sua madre, ora catatonica per il dolore, sorrideva solo quando lo guardava allenarsi, facendolo passare la sua giovinezza usando la stanza in cui sua madre viveva il resto dei suoi giorni come palestra. Per compensare la sua cecità, gli altri sensi di Sakura ora rasentano il sovrumano, e il suo duro addestramento e il suo stile di vita bizzarro - afferma di mangiare, sudare e espellere in altro modo venti volte di più di un uomo normale, senza lacrime - lo rendono un avversario mostruoso e quasi invincibile. Rivela durante il suo combattimento con Tatsumi che in tutti i combattimenti in cui è stato, ogni volta che viene messo fuori combattimento, appare una porta davanti a lui che non si apre, e crede che Tatsumi sia l'uomo che può aprirla per lui. Quasi uccide Tatsumi prima di essere sconfitto in una vittoria sconvolta, dopo di che piange per la prima volta dopo anni. In seguito fa spezzare il collo a Tatsumi, permettendo alla porta di aprirsi e permettendogli di riunirsi con la madre (idealizzata) in una sorta di aldilà, essendo stato riportato a una versione pre-puberale e non cieca di se stesso. Tatsumi se ne va silenziosamente quando ha una visione del suo più grande rivale che gioca felicemente con sua madre tra le stelle.
Ryuji Kubo (久保 涼二?, Kubo Ryūji)
Doppiato da: Ryōta Suzuki (ONA) (ed. giapponese)
Il migliore amico e sparring partner di Tanba, ammira Bunshichi e lo considera il suo Sensei anche se è scomparso per 3 anni, al ritorno di Tanba ha continuato la loro amicizia. In assenza di Tanba, ha integrato il suo allenamento in un piccolo ramo di Houkushinkaikan ma non si è mai preoccupato di avanzare di grado unendosi formalmente alla scuola, era ancora ovviamente in grado di sconfiggere facilmente tutti gli altri in questo Dojo ma si sentiva insoddisfatto dell'allenamento senza la guida di Tanba
Toshio Kajiwara (梶原 年男?, Kajiwara Toshio)
Il wrestler FAW che è il primo a sconfiggere Bunshichi Tanba all'inizio del manga, 3 anni dopo in un incontro di wrestling di ritorno in Giappone viene sconfitto da Tanba piuttosto rapidamente, vendicando così la sua perdita. Dopo il match tra Tanba e Jyohei, avrebbe dovuto combattere contro un combattente di judo, ma fu sconfitto da una stella nascente del wrestling professionistico nello spogliatoio, Hikoichi Kurama, con l'uso del Giant Swing. In seguito aiuta Nagata a prepararsi aiutandolo ad allenarsi per il torneo e fungendo da suo cornerman.
Tsutomu Himekawa (姫川 勉?, Himekawa Tsutomu)
Doppiato da: Shunsuke Takeuchi (ONA) (ed. giapponese), Davide Capone (ed. italiana)
Un discepolo di Shozan Matsuo che cercò di combatterlo e gli si ruppe un braccio. Ma Tsutomu non perse la battaglia. La partita si è conclusa con un pareggio che si sarebbe risolto in seguito. La sua velocità e precisione non hanno eguali e combatte e vince in grande stile, proprio come un pattinatore sul ghiaccio o un ballerino si esibirebbero nelle loro abilità. È lui che mira a sconfiggere Shozan e non ha mai perso un combattimento. Ha partecipato al torneo per avere finalmente la possibilità di sfidare il suo insegnante vincendo facilmente tutti i suoi incontri senza troppe difficoltà ed è attualmente in finale dove affronterà il wrestler FAW Hiroshi Nagata. Sconfigge Nagata in finale solo per essere affrontato di nuovo da Fujimaki, dove viene spinto al limite, scambiando più colpi a tutta forza prima di vincere contrastando il tentativo di calcio volante di Fujimaki sbattendo la testa a terra. A causa delle sue ferite, tuttavia, non è in grado di affrontare Shozan Matsuo.
Hikoichi Kurama (鞍馬 彦一?, Kurama Hikoichi)
Una stella nascente del wrestling professionistico, il prezioso allievo di Great Tatsumi che considera in grado di portare avanti la sua eredità, incredibilmente forte e uno studente veloce, anche se giovane, sfacciato e arrogante, spesso prima di qualsiasi allenamento o partita riceve telefonate da una delle sue tante amiche che lo rimproverano per non passare abbastanza tempo con loro o per il sospetto di un'altra donna, Tatsumi lo fa allenare per il torneo di Matsuo facendo sparring con 3 apprendisti della Pro Wrestling con esperienza di karate e li sconfigge senza sforzo, dopodiché Tatsumi ha un maestro di una forma più letale e antica di spar di karate con lui, anche se Kurama viene sconfitto in questo match, raccoglie e impara rapidamente diverse tecniche e anche se si presume che si riprenderà insanguinato e picchiato, si dirige subito verso l'incontro una delle sue ragazze. In seguito cerca di farsi conoscere dal pubblico gareggiando nell'evento di combattimento di Tatsumi mettendo KO Kajiwara negli spogliatoi per affrontare il suo avversario

## Media

### Manga
Una serie manga adattata da Jiro Taniguchi è stata pubblicata sulla rivista Shishiō di Asahi Suorama dal 1989 al 1990, e raccolta in un unico volume pubblicato il 30 giugno 1990.
Un altro adattamento della serie manga di Keisuke Itagaki è iniziato nel numero di agosto 1996 della rivista manga di Schola Monthly Comic Birz. Schola ha raccolto i suoi capitoli in cinque volumi tankōbon, pubblicati dal dicembre 1996 al febbraio 1999. Il mensile Comic Birz cessò le pubblicazioni dopo il numero di maggio 1999, e la serie fu trasferita alla rivista Young Uppers di Kodansha nel 1999. la rivista ha cessato le pubblicazioni nel 2004 e il manga è stato trasferito a Kodansha's Evening l'8 febbraio 2004. Il suo ultimo capitolo sulla rivista è stato pubblicato il 12 ottobre 2010, e la serie è stata messa in pausa a tempo indeterminato. Kodansha ha pubblicato 25 volumi dal 6 agosto 1999 12 dicembre 2010. Akita Shoten ha iniziato a ripubblicare la serie il 7 aprile 2011; per questo evento, i primi due capitoli furono pubblicati su Weekly Shōnen Champion il 31 marzo e il 7 aprile dello stesso anno. 26 volumi sono stati pubblicati fino all'8 agosto 2012.
Una serie manga prequel di Itakagi, intitolata Garōden Boy (餓狼伝 BOY), è stata serializzata sulla rivista di manga shōnen Weekly Shōnen Magazine dal 14 gennaio al 7 luglio 2004; volumi furono pubblicati da Kodansha il 15 luglio e il 26 agosto dello stesso anno. Akita Shoten ha ripubblicato entrambi i volumi il 17 settembre 2012.
Un adattamento manga di Shin Garōden di Masami Nobe, è stato serializzato su Weekly Shōnen Champion dal 14 febbraio 2013, al 29 maggio 2014. Akita Shoten ha pubblicato sei volumi dal 7 giugno 2013 all'8 luglio 2014.

#### Volumi
| Nº | Titolo italiano Giapponese 「Kanji」 - Rōmaji | Data di prima pubblicazione            | Data di prima pubblicazione          |
| Nº | Titolo italiano Giapponese 「Kanji」 - Rōmaji | Giapponese                             | Italiano                             |
| 1  | Garouden - Lupi famelici 「餓狼伝」 - Garōden | 4 novembre 2005 ISBN 978-4-8401-1447-9 | 1º marzo 2012 ISBN 978-88-6589-609-9 |
| 1  | Capitoli - 1. Il duello - Prima parte - 1. Il duello - Seconda parte - 2. Rancore - 3. Il passato - Prima parte - 3. Il passato - Seconda parte - 3. Il passato - Terza parte - 4. Irruzione - Prima parte - 4. Irruzione - Seconda parte - 4. Irruzione - Terza parte - 5. Belve - Prima parte - 5. Belve - Seconda parte - 6. Scontro mortale - Prima parte - 6. Scontro mortale - Seconda parte - Conclusione |                                        |                                      |

### Romanzo
Scritto da Baku Yumemakura, il primo volume di Garōden è stato pubblicato il 20 luglio 1985. La prima parte si è conclusa con il 13º volume, pubblicato il 4 marzo 2003. Il primo romanzo della seconda parte, intitolato Shin Garōden (新・餓狼伝), è stato pubblicato il 12 dicembre 2006. Al 16 ottobre 2020 sono stati pubblicati cinque volumi.

### Film
Un adattamento cinematografico diretto da Masato Sasaki è stato proiettato per la prima volta il 25 gennaio 1995.

### Videogiochi
Due videogiochi basati sull'adattamento manga di Keisuke Itagaki, pubblicati da Entertainment Software Publishing (ESP), sono stati pubblicati per PlayStation 2. Il primo gioco, Garōden Breakdown, è stato pubblicato il 17 novembre 2005 e il secondo, Garōden: Breakblow – Fist or Twist, è uscito il 15 marzo 2007.

### Anime
Un adattamento originale della net animation (ONA), intitolato Garouden: The Way of the Lone Wolf, animato da NAZ e prodotto da Netflix, è stato trasmesso in anteprima mondiale sulla piattaforma il 23 maggio 2024. È diretto da Atsushi Ikariya, con Daisuke Mataga come assistente alla regia e Sadayuki Murai come sceneggiatore. Ikariya a anche disegnando i personaggi con Momoko Kawai. La musica è composta da Takeshi Ueda. Ueda, accreditato come il suo progetto musicale AA=, ha eseguito la sigla di apertura Fight & Pride e la sigla di chiusura Cry Boy.

## Accoglienza
Keisuke Itagaki, autore di ben due serie manga ispirate ai romanzi di Yumemakura, ammette di essersi sempre dovuto confrontare, nel corso degli anni, con l'opera omonima previa di Taniguchi. Inoltre, riconoscendolo come proprio modello esercitante una grande influenza, ne loda il grande realismo e abilità nell'arte grafica con la quale ha creato dei personaggi "rivestiti di grasso", simili a lottatori reali dalla stazza monumentale - tutte caratteristiche che accrescono la forza della rappresentazione e dei personaggi stessi. Marco Cecini, al contrario, nella prefazione si focalizza sull'abilità di indagatore psicologico del lavoro congiunto di maestri quali Yumemakura e Taniguchi che hanno così creato un eccezionale ritratto di uomo dalla "vita divorata dalle fiamme di un sogno".